# Akunnaaq
Akunnaaq (Akúnâq/Akúnâk prima della riforma ortografica del 1973) è un piccolo villaggio della Groenlandia di 101 abitanti. Fu fondato nel 1850; apparteneva alla contea della Groenlandia Occidentale ed è situato sull'Arcipelago di Aasiaat, nel comune di  Qeqertalik.